# 좋은날 좋은아침
좋은날 좋은아침은 TJB POWER FM에서 김수영 아나운서가 진행하는 대전·세종·충남 전지역에 송출되는 프로그램이다.
| TJB POWER FM            |                         |                   |
| 이전                    | 좋은날 좋은 아침        | 다음              |
| 뮤직에세이              | 좋은날 좋은 아침        | 김영철의 파워FM   |
| 오전 5시~오전 6시       | 오전 6시~오전 7시       | 오전 7시~오전 9시 |
| 대전·세종·충남지역 방송 | 대전·세종·충남지역 방송 | 전국 방송         |